# RGS1
RGS1 (англ. Regulator of G protein signaling 1) – білок, який кодується однойменним геном, розташованим у людей на короткому плечі 1-ї хромосоми. Довжина поліпептидного ланцюга білка становить 209 амінокислот, а молекулярна маса — 23 858.
| 10         |  | 20         |  | 30         |  | 40         |  | 50         |
| ---------- |  | ---------- |  | ---------- |  | ---------- |  | ---------- |
| MRAAAISTPK |  | LDKMPGMFFS |  | ANPKELKGTT |  | HSLLDDKMQK |  | RRPKTFGMDM |
| KAYLRSMIPH |  | LESGMKSSKS |  | KDVLSAAEVM |  | QWSQSLEKLL |  | ANQTGQNVFG |
| SFLKSEFSEE |  | NIEFWLACED |  | YKKTESDLLP |  | CKAEEIYKAF |  | VHSDAAKQIN |
| IDFRTRESTA |  | KKIKAPTPTC |  | FDEAQKVIYT |  | LMEKDSYPRF |  | LKSDIYLNLL |
| NDLQANSLK  |  |            |  |            |  |            |  |            |

A: Аланін

C: Цистеїн

D: Аспарагінова кислота

E: Глутамінова кислота

F: Фенілаланін

G: Гліцин

H: Гістидин

I: Ізолейцин

K: Лізин

L: Лейцин

M: Метіонін

N: Аспарагін

P: Пролін

Q: Глутамін

R: Аргінін

S: Серин

T: Треонін

V: Валін

W: Триптофан

Кодований геном білок за функцією належить до активаторів гтфаз. 
Локалізований у клітинній мембрані, цитоплазмі, мембрані.